# Municipio de Manuel Benavides
El Municipio de Manuel Benavides uno de los 67 municipios en que se divide el estado mexicano de Chihuahua. Su cabecera es el pueblo de Manuel Benavides.

## Geografía
Manuel Benavides está situado al extremo oriente del estado de Chihuahua, teniendo fronteras con el estado de Coahuila y con los Estados Unidos en el estado de Texas. Limita con los municipios de Ojinaga y Camargo del estado de Chihuahua y con el municipio de Ocampo del estado de Coahuila y con el Condado de Brewster del estado de Texas.

### Orografía e hidrografía
El territorio es mayormente plano, sin embargo se encuentra surcado por algunas serranías de mediana altura como la de San Carlos, Hechiceros, Quemada y Sierra Rica.
La hidrografía del municipio pertenece a la cuenca del Río Bravo que marca el límite del municipio con Estados Unidos, a este río desembocan las dos principales corrientes del municipio, el Río San Carlos y el Río San Antonio, que se unen unos kilómetros antes de la desembocadura en el Río Bravo.

### Clima y ecosistemas
El clima es extremoso típico del desierto de Chihuahua, alcanzado las temperaturas de extremas de 44 °C en verano y -14 °C en invierno, sin embargo en Manuel Benavides se encuentra una de las zonas de riqueza ecológica más importantes del Desierto de Chihuahua, donde debido a la altitud, en el Área de Protección de Flora y Fauna Cañón de Santa Elena se da una transición del desierto al bosque de encinos en una misma montaña, esta región es de reciente descubrimiento y forma un ecosistema único en el desierto y es parte de un gran complejo de áreas protegidas binacional, formado además por el Parque nacional Big Bend en Estados Unidos y la Sierra del Carmen en Coahuila.

## Demografía
La población del municipio es sumamente baja, debido a su aislamiento territorial, las condiciones climática y la baja actividad económica, según el Censo de Población y Vivienda de 2010 realizado por el Instituto Nacional de Estadística y Geografía, Manuel Benavides tiene una población total de 1,601 habitantes, de este total 871 son hombres y 730 son mujeres.

### Localidades
En el censo de 2020 el municipio de Manuel Benavides contaba con 76 localidades.
| Código INEGI      | Localidad         | Población (2020) |
| ----------------- | ----------------- | ---------------- |
| 080420001         | Manuel Benavides  | 778              |
| Otras localidades | Otras localidades | 400              |
| Total municipal   | Total municipal   | 1 178            |

## Política

### División administrativa
El municipio no cuenta con ninguna sección municipal.

### Representación legislativa
Para la elección de diputados federales y locales, el municipio se encuentra integrado en:
Local:
- Distrito electoral local 11 de Chihuahua con cabecera en Meoqui.

Federal:
- Distrito electoral federal 5 de Chihuahua con cabecera en Delicias.[8]

### Presidentes municipales
- (1983 - 1986): Carlos Mario Galindo(PRI)
- (1986 - 1989): Jorge J. Montoya L.PRI)
- (1989 - 1992): Santiago Luján Carrasco(PRI)
- (1992 - 1995): Pedro Villanueva E.(PRI)
- (1995 - 1998): Héctor Villa Moreno(PRI)
- (1998 - 2001): Pedro Villanueva Escontrias(PRI)
- (2001 - 2004): María de Jesús Villanueva Villa(PRI)
- (2004 - 2007): Israel Galindo Valenzuela (PVEM)
- (2007 - 2010): Benjamín Ortiz Ahumada (PVEM)
- (2010 - 2013): Ramón García Zapata (PAN)
- (2013 - 2016): Benjamín Ortiz Ahumada (PT)
- (2016 - 2018): C. María de Jesús Villanueva Villa(PRI)
- (2018 - 2021): C. María de Jesús Villanueva Villa(PRI)